# Louis-Jacques-Maurice de Bonald

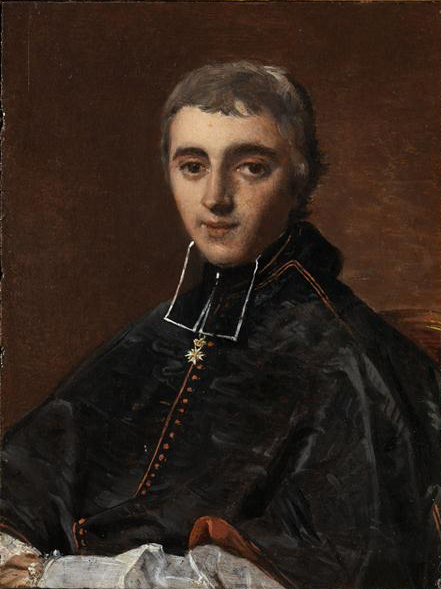
Louis-Jacques-Maurice de Bonald som ung, porträtt av Jean-Auguste-Dominique Ingres 1816.

Louis-Jacques-Maurice de Bonald, född den 30 oktober 1787 i Millau (departementet Aveyron),  död den 25 februari 1870, var en fransk prelat, son till Louis de Bonald.
Bonald blev 1839 ärkebiskop i Lyon och 1841 kardinal. Han var en av ultramontanismens ivrigaste förkämpar och uppträdde under Ludvig Filips tid i tal och skrift mot statens av kyrkan oberoende undervisningsväsen. 1848 års revolution firade han som en seger för den religiösa och borgerliga friheten, men han ogillade inte statskuppen av den 2 december 1851 samt inträdde kort därefter i senaten.